# Теорія істини за замовчуванням
Теорія істини за замовчуванням (англ. Truth-default theory) — це теорія комунікації, яка передбачає та пояснює використання правдивості та виявлення обману у людей. Він був розроблений після відкриття ефекту правдивості, коли співвідношення правди та брехні, представленої в дослідженні суджень про обман, буде впливати на рівень точності. Ця теорія отримала свою назву від її центральної ідеї, яка є станом істини за замовчуванням. Ця ідея припускає, що люди вважають інших чесними, оскільки вони або не думають про обман як можливість під час спілкування, або тому, що немає достатніх доказів того, що їх обманюють. Емоції, збудження, стратегічна самопрезентація та когнітивні зусилля — це невербальні форми поведінки, які можна знайти при виявленні обману. Зрештою, ця теорія передбачає, що мовці та слухачі за замовчуванням будуть використовувати правду для досягнення своїх комунікативних цілей. Однак, якщо правда створює проблему, тоді обман з'явиться як життєздатний варіант досягнення мети.

## Походження
Як альтернативний погляд на обман і виявлення, теорію істини за замовчуванням ввів Тімоті Р. Левайн. Левайн є професором і завідувачем комунікаційних досліджень в Університеті Алабами в Бірмінгемі. Експериментуючи з виявленням обману, Левін виявив, що навіть у ситуаціях підвищеної підозри все одно має місце упередження правди. Спочатку упередження до істини вважалося дефектною когнітивною обробкою, але пізніше виявилося, що він є функціональним і адаптивним. Після достатньої уваги до упередженості істини, теорія істини за замовчуванням почала формуватися.

## Обман
Усвідомлення того, що ви навмисно вводите людину в оману під час спілкування з нею, вважається обманом. Обман у більшості випадків розглядається як негативна річ, яка часто призводить до почуття зради та недовіри. Існує кілька різних типів обману, таких як брехня, двозначність, приховування, перебільшення та применшення. Існує багато причин, чому люди вибирають обман. Виходячи з теорії міжособистісного обману, люди часто використовують обман, щоб уникнути покарання, підтримувати стосунки та зберегти імідж.

### Мотиви обману
Мотиви обману стосуються теорії, згідно з якою більшість людей брешуть лише тоді, коли вважають, що це неминуче. Люди спілкуються чесно або обманюють з тим самим наміром для досягнення однієї мети, і коли правда дозволяє досягти цієї мети, люди не будуть брехати. Лише тоді, коли правда стає перешкодою на шляху до їхньої мети, люди вирішують обманювати замість чесного спілкування. Крім того, коли обманщики намагаються зберегти свій імідж і не завдати шкоди іншій людині, вони використовують тактику фальсифікації. Чоловіки схильні вважати обман більш прийнятним, ніж жінки, тому вони схильні більше обманювати. Інше дослідження показує, що жінки частіше обманюють, щоб захистити образ свого партнера, тоді як чоловіки частіше обманюють, щоб захистити себе. Наприклад, якщо партнер жінки зробив нову стрижку, яка їй не сподобалася, вона більш схильна брехати і говорити, що їй це подобається, щоб захистити свою самопочуття. Чоловік може сказати іншим, що вони заробляють більше грошей, ніж насправді, щоб підняти свій імідж. Вміти успішно виявляти обман більшості дається нелегко, і саме тому так багато людей просто автоматично упереджені до правди. Дослідження показали, що люди, які успішно виявляють обман, або отримують зізнання від обманщика, або мають певні знання про ситуацію.

## Упередження до істини
Упередження до істини — це схильність людей до певної міри вірити в спілкування іншої людини, незалежно від того, чи бреше ця особа чи ні. Людині властиво вірити, що спілкування є чесним, що, у свою чергу, робить людей дуже вразливими до обману. Отже, здатність людини виявляти обман слабшає, особливо коли джерело обману незнайоме. Поки людина вже усвідомлює, що все, що їй говорять, є правдою, вона все ще вважається упередженою до правди. Термін упередження правди був вперше введений Маккорнаком і Парксом для позначення тенденції людей вірити в романтичного партнера, але пізніше був змінений на більш загальний термін, оскільки він може стосуватись будь-кого. Прикладом упередженості правди є, якби людині дали низку правд і брехні, як правило, точність, з якою вони виявляють істину, імовірно, була б вище 50 %, а точність, з якою вона виявляла б брехню, була б нижче 50 %. Результати дослідження обману, проведеного Тімоті Левайном, показують, що це частково пов'язано з «базовою ставкою правди-брехні», яка є частиною «Моделі ймовірності Парка-Левайна».
Теорія стверджує, що є дві причини, за якими людина вважатиме, що спілкування є чесним:
1. Нездатність особи «активно розглядати можливість обману взагалі».[3]
2. Це людський стан за замовчуванням, до якого переходить індивід, тому що він не може знайти доказів того, що його обманюють.

Це центральна передумова теорії істини за замовчуванням. Якщо особа не знайде активних доказів того, що її обманюють, вона вважатиме це спілкування чесним. Цю концепцію також називають моделлю проективних мотивів, або ідеєю, що люди менш вразливі до обману, коли вони вже підозріло ставляться до спілкування.
Виявлення обману також залежить від здатності людини вловлювати вербальні та невербальні сигнали. Як правило, людині важче замаскувати невербальне спілкування, ніж неправдиві твердження. Невербальне маніпулювання своєю упередженістю до істини залежить від фізичної присутності людини та її здатності «продавати» неправдиве спілкування.

### Ефект правдивості
Ефект правдивості — це тенденція до того, що точність людей у судженні правди значно вища, ніж у судження брехні. Точність спілкування може залежати від того, чесне повідомлення чи ні. Чесні повідомлення, як правило, мають більшу точність, ніж повідомлення, які не є чесними. Якщо повідомлення правдиве, є більше шансів, що людина зможе точно визначити, що це правда, а не брехня. За словами Тімоті Левайна, ефект правдивості походить від упередженості істини серед спостерігачів. Правдивість (або чесність) — це правдивість твердження. На правдивість може вплинути дивна поведінка або порушення норм. Поведінка, яка суперечить соціальним нормам правди, як-от скрегіт зубами, відвернення зорового контакту та ненормальне розтягування, створює відчуття обману. Тім Левайн називає цю поведінку створенням «негативного ефекту ореолу». Інші фактори, які можуть вплинути на точність виявлення обману, включають фальсифікованість та нечастість подій, про які повідомляється. Упередженість істини відіграє певну роль і вкорінена в ефекті правдивості, а також у недоречності правди, що йде рука об руку з його результатами.
Як люди, ми не дуже точні, коли відрізняємо брехню від правди. Вважається, що ми приблизно лише на п'ятдесят-шістдесят відсотків здатні виявити обман. З такими шансами ми навряд чи маємо перевагу в азартній грі, щоб визначити, довіряти чи ні тому, що нам говорять. Існує кілька причин, чому ми не в змозі виявити обман, одна з найважливіших полягає в тому, що не всі люди показують однакові ознаки, коли вони брешуть. Зазвичай вважають, що уникнення зорового контакту, нездатність сидіти на місці, нервозність у голосі тощо — точні способи сказати, що хтось бреше. Однак, хтось, хто говорить правду, може брати участь у цій «підозрілій» поведінці просто як частину своїх особистих манер. З іншого боку, хтось, хто обманює, може взагалі не виявляти ознак обману, створюючи таким чином пробіл у здатності людей виявляти обман.

### Ефект зондування
Зондуючий ефект — це коли запитувана особа дає мінімальні відповіді правдиво, а не точно. Інтерв'юер, швидше за все, повірить інтерв'юйованому, коли знає, що він чи вона чесний, а не дасть ідентичну відповідь. Опитування джерела робить більш вірогідним, що вони є правдоподібними, і це збільшує упередження одержувачів істини. У ході досліджень вони виявили, що збільшення упередженості правди, а не на підставі того, що незначний або зовсім не впливає на точність опитування. Хоча ефект зондування може бути суперечливим, коли справа доходить до пояснення того, чому це відбувається, дослідники намагаються пояснити за допомогою поведінкової адаптації відправника (BAE, Пояснення поведінкової адаптації). BAE стверджує, що респонденти будуть адаптуватися, щоб виглядати «чесними». Було виявлено, що пробний ефект мав місце, коли поведінка відправника контролювалася, а пояснення перебувало в пізнанні одержувача.

### Критика
Якби ймовірність передбачити обман справді становила 50 %, то при повторних випробуваннях вплив як упередження правди, так і ефекту правдивості був би зведений нанівець, і в кінцевому підсумку точність виявлення становила б навіть 50 %. Було проведено деякі академічні дослідження, які підтверджують цю ідею, з упередженням істини з часом зменшувалася, а загальна точність зросла.